# Tomba del milite ignoto (Arlington)

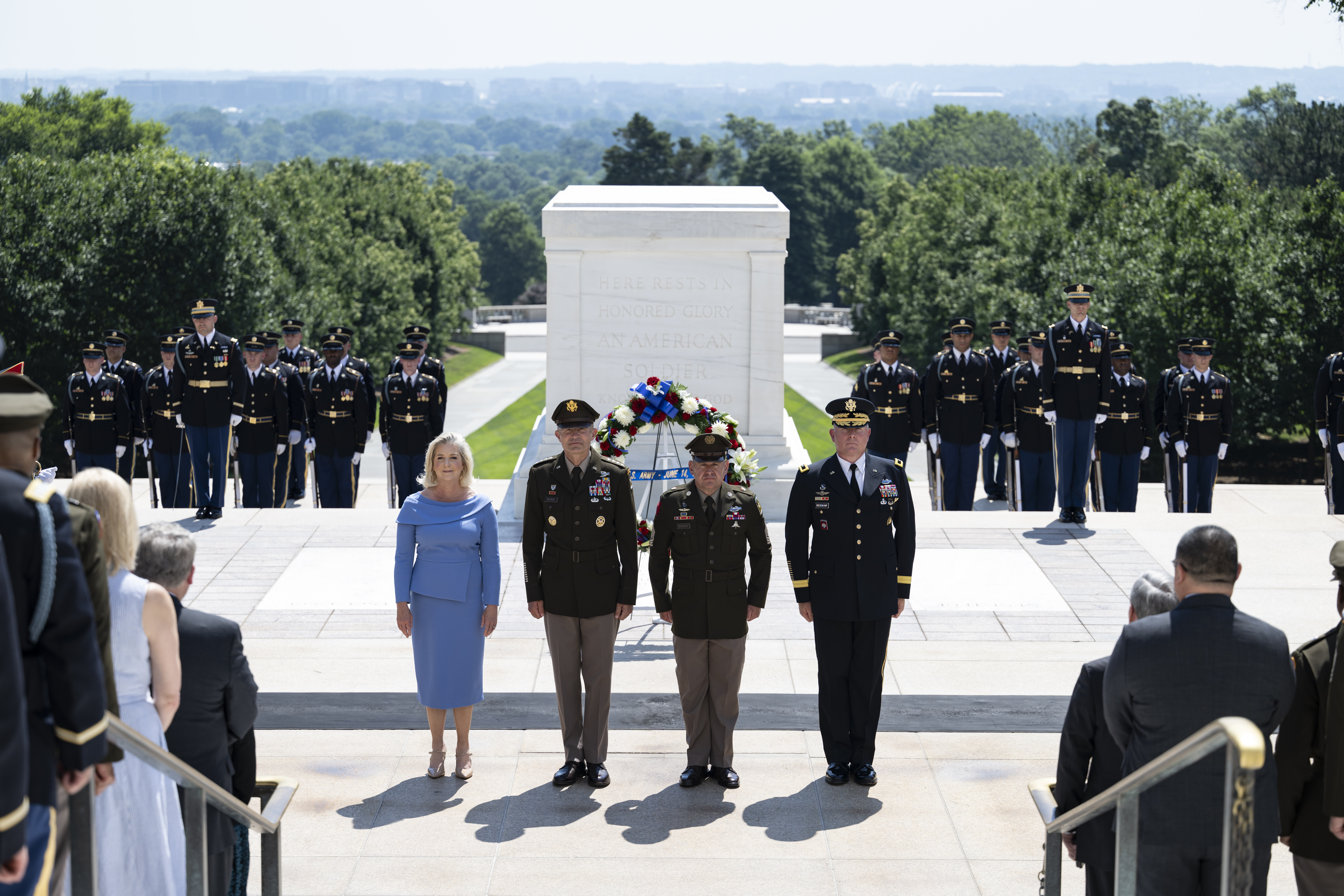
Tomba del milite ignoto

La Tomba del Milite Ignoto (nota come "Tomb of the Unknown Soldier") si trova nel Cimitero nazionale di Arlington, in Virginia, e custodisce i resti di soldati non identificati della Prima Guerra Mondiale a cui sono stati aggiunti, nel 1958 e nel 1984, i resti di altri soldati non identificati che hanno combattuto in altri conflitti.

## Storia

### Contesto
Al cimitero nazionale di Arlington sono presenti i resti di soldati e marinai che hanno combattuto nella guerra anglo-americana (1812 - 1815) che vennero scoperti nelle baracche a Washington e spostati nel 1905.
Nel corso della guerra civile (1861 - 1865), l'elevato tasso di casualità e la mancanza di documenti identificativi personali portarono ad un numero elevato di soldati non identificati che vennero sepolti lungo le vie di marcia e nei campi di battaglia. Il sistema dei cimiteri nazionali venne istituito nel 1862 per garantire la giusta sepoltura a tutti i soldati, ma molti di essi continuarono ad essere recuperati anche dopo la fine della guerra. Al cimitero nazionale di Arlington sono sepolti molti di questi soldati, non se ne conosce però il numero esatto, oltre a 2.111 soldati confederati e dell'Unione.
Sono presenti anche i resti di soldati non identificati morti all'estero nel corso della guerra ispano-americana (1898). Nel corso della Prima Guerra Mondiale vennero forniti ai soldati dei dischi metallici di riconoscimento, i precursori delle piastrine militari odierne, e il Dipartimento della Guerra istituì il Graves Registration Service, che si occupò del rimpatrio e della sepoltura dei soldati morti all'estero.

### Il milite ignoto della Prima Guerra Mondiale e la creazione della tomba
Nel dicembre 1920, il membro del Congresso per lo stato di New York e veterano della Prima Guerra Mondiale, Hamilton Fish Jr, propose una legge che prevedesse la sepoltura dei soldati americani non identificati in una tomba che doveva essere costruita nel cimitero nazionale di Arlington. Lo scopo della legge era:
to bring home the body of an unknown American warrior who in himself represents no section, creed, or race in the late war and who typifies, moreover, the soul of America and the supreme sacrifice of her heroic dead.
Nell'ottobre 1921, i resti di quattro soldati americani non identificati furono riesumati da altrettanti cimiteri militari in Francia e il 23 ottobre 1921 quattro bare arrivarono al municipio di Châlons-sur-Marne, oggi Châlons-en-Champagne. Ufficiali della città e membri del Corpo dei Quartiermastri dell'esercito americano prepararono il municipio per la cerimonia di selezione.
La mattina presto del 24 ottobre 1921, il maggiore Robert P. Harbold del Corpo dei Quartiermastri, aiutato da soldati francesi e americani, riorganizzò le bare cosicché ciascuna fosse in una posizione diversa da quella iniziale. Il maggiore diede quindi il compito al sergente Edward F. Younger del 2º battaglione, 50º fanteria dell'esercito americano in Germania, di scegliere il milite ignoto spargendo delle rose bianche su una delle bare.
Da Châlons-sur-Marne la bara viaggiò su carrettoni e in treno fino alla città portuale di Le Havre dove la USS Olympia la trasportò a Washington arrivando il 9 novembre 1921. La bara rimase al Campidoglio per tutta la giornata del 10 novembre e venne visitata da oltre 90.000 persone.
L'11 novembre la bara venne posta su un carrettone tirato da cavalli, trasportato in processione attraverso le strade della città e attraverso il Potomac. Il funerale di Stato venne celebrato al cimitero nazionale di Arlington nel nuovo Anfiteatro del Memoriale e venne interrato. All'inizio della cerimonia vennero osservati due minuti di silenzio in tutti gli Stati Uniti, essa venne officiata dal presidente Warren G. Harding che depose la medaglia al valore sulla bara. Alla cerimonia parteciparono anche diversi dignitari stranieri che fornirono le più prestigiose medaglie dei rispettivi Stati.

Visuale aerea della tomba del milite ignoto ad Arlington,Virginia

### Il milite ignoto della Seconda Guerra Mondiale e della guerra di Corea
Alla fine della Seconda Guerra Mondiale diversi americani supportavano l'idea di seppellire e onorare un soldato non identificato di ciascuna guerra, tuttavia lo scoppio della guerra di Corea nel 1950 ritardò i piani. Nell'agosto 1956 il presidente Dwight D. Eisenhower approvò la selezione e la sepoltura di soldati non identificati della Seconda Guerra Mondiale e della guerra di Corea.
La selezione del soldato della Seconda Guerra Mondiale fu resa difficoltosa dal fatto che questa venne combattuta in quattro continenti diversi e non poteva rappresentare solo uno dei teatri di guerra. Nel 1958, l'esercito esumò 13 corpi dai cimiteri militari in Nordafrica ed Europa per portarli all'Epinal American Cemetery and Memorial in Francia. Il 12 maggio 1958 il generale maggiore Edward J. O’Neill depositò una corona di fiori rossi e bianchi su una delle 13 bare selezionando il militare non identificato che rappresentava il teatro di guerra transatlantico. La bara venne successivamente trasportata dalla USS Blandy negli Stati Uniti.
A rappresentare il teatro di guerra nel Pacifico, l'esercito esumò 5 corpi dal Fort McKinley American Cemetery, oggi chiamato Manila American Cemetery, nelle Filippine e 4 corpi della guerra di Corea sepolti nel Cimitero Memoriale del Pacifico (“The Punch Bowl”) alle Hawaii. Tutte e 9 le bare furono portate alla base aeronautica Hickam nelle Hawaii dove, il 15 maggio, il sergente maggiore dell'esercito Ned Lyle fece la selezione. Il giorno seguente, il colonnello dell'aeronautica militare Glenn T. Eagleston selezionò il rappresentante del teatro di guerra transpacifico. Entrambe le bare vennero trasportate per via aerea alla baia di Guantanamo  dove vennero prese in carico dalla USS Boston.
La USS Blandy e la USS Boston incrociarono la USS Canberra al largo delle coste della Virginia e le tre bare vennero trasferite sul ponte quest'ultima con il milite ignoto della guerra di Corea posizionato in mezzo agli altri due.  Il medico di bordo di 1ª classe William R. Charette, destinatario della medaglia d'onore per la guerra di Corea, selezionò quindi il milite ignoto della Seconda Guerra Mondiale. Il milite ignoto della Seconda Guerra Mondiale e quello della guerra di Corea vennero trasportati a Washington sulla USS Blandy, mentre l'altro ricevette una solenne sepoltura in mare.
Le due bare raggiunsero Washington il 28 maggio 1958 e deposte al Campidoglio per due giorni per poi essere trasportate al cimitero nazionale di Arlington e interrate nella cripta insieme al milite ignoto della Prima Guerra Mondiale.

### Il milite ignoto della guerra del Vietnam
Prima della fine della guerra del Vietnam il cimitero nazionale di Arlington iniziò i preparativi per aggiungere una nuova cripta, nonostante molti pensassero che le innovazioni tecnologiche del tempo permettessero l'identificazione di ogni soldato caduto. In risposta alla pressione politica per riconoscere un milite ignoto per la guerra de Vietnam, l'allora presidente degli Stati Uniti Jimmy Carter e Max Cleland, direttore dell'United States Veteran Administration e veterano di guerra, l'11 novembre 1978, dedicarono una placca in bronzo ai membri delle forze armate americane che avevano combattuto nella guerra del Vietnam all'anfiteatro del Memoriale.
A maggio 1984 solo un corpo dei soldati caduti durante la guerra non era ancora stato identificato. In una cerimonia tenutasi a Pearl Harbor, Hawaii, il 17 maggio 1984 il sergente maggiore Allan Jay Kellogg, Jr., beneficiario della medaglia all'onore selezionò il milite ignoto per la guerra del Vietnam la cui bara venne trasportata alla base aeronautica Travis a bordo della USS Brewton.
Dalla California, la bara venne caricata su un C-141B Starlifter e trasportata alla base aeronautica Andrews in Maryland. Il milite ignoto della guerra del Vietnam rimase deposto dal 25 al 28 maggio al Campidoglio e nel giorno della Memoria venne trasferito con una processione al cimitero nazionale di Arlington per la sepoltura. La cerimonia fu presieduta dal presidente Ronald Reagan che nell'elogio funebre rassicurò il pubblico che il Governo avrebbe continuato a cercare i dispersi in missione.
Si ritienne che il milite ignoto della guerra del Vietnam fosse il 1° tenente dell'aeronautica Michael Joseph Blassie, un pilota che venne abbattuto nel 1972. Dietro richiesta della famiglia il Dipartimento della Difesa riesumò il corpo del milite ignoto il 14 maggio 1998 per effettuare test del DNA ottenendo la conferma che si trattasse veramente di Blassie. D'accordo con la famiglia il corpo di Blassie venne dunque sepolto nel Jefferson Barracks National Cemetery in St. Louis, Missouri. La cripta rimase dunque vuota e il 17 settembre 1999, la Giornata nazionale di riconoscimento per i dispersi in missione venne dedicata a tutti i soldati dispersi durante la guerra del Vietnam.

## Descrizione
Inizialmente la tomba consisteva in una semplice lastra di marmo. In seguito venne sostituito da un sarcofago in marmo decorato con tre corone di fiori sui lati a nord e a sud. Sul lato est tre figure rappresentano la pace, la vittoria e il valore. Sul lato ovest invece è presente la seguente iscrizione:
Here rests in honored glory an American soldier known but to God.

## Le guardie

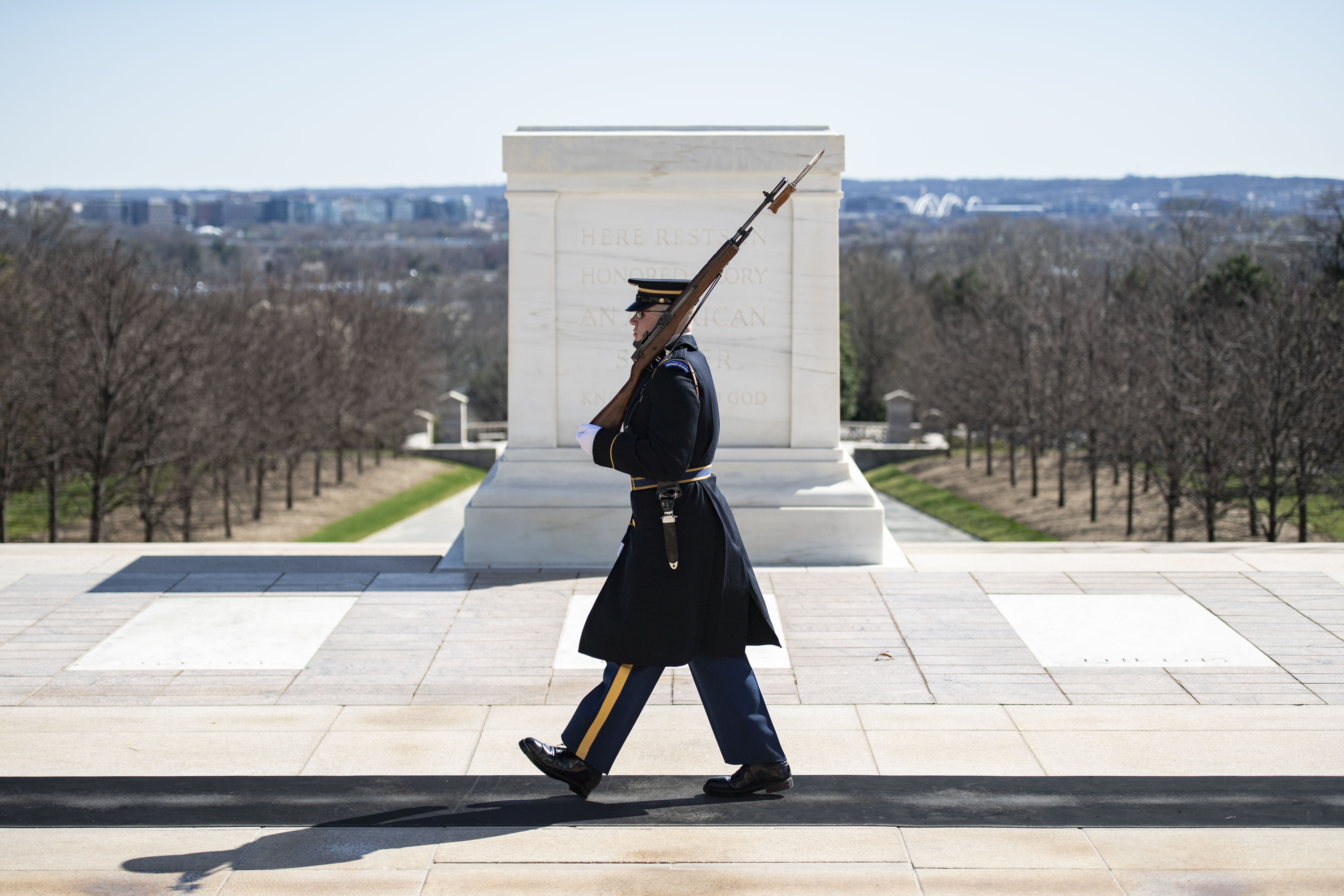
Guardia alla tomba del milite ignoto ad Arlington

Le prime guardie vennero assegnate dal vicino Fort Myer a marzo 1926 ed erano presenti solo durante il giorno per scoraggiare i visitatori dallo scalare o calpestare la tomba. Nel 1937 la loro presenza divenne costante (24/7). Il 3º reggimento di fanteria, conosciuto come "La Vecchia Guardia", venne designato come unità militare ufficiale di guardia alla cripta il 6 aprile 1948. A quel tempo la vecchia guardia dovevano proteggere la tomba, servire come scorta ai presidenti in visita e condurre cerimonie militari a Washington e nei dintorni inclusi i funerali militari al cimitero di Arlington.
I soldati che si offrono volontariamente a diventare le guardie della tomba devono sottoporsi a un severo processo di selezione e ad un addestramento intensivo. Ciascun elemento della routine della guardia ha un significato specifico.
La guardia marcia per 12 passi lungo il tappeto nero dietro la tomba, si gira e guarda ad ovest per 21 secondi, si gira nuovamente e guarda a nord per 21 secondi quindi fa 21 passi lungo il tappeto. La guardia successiva esegue un movimento netto portando l'arma alla spalla più vicina ai visitatori facendo capire che si trova tra la tomba e ogni possibile pericolo. Il numero 21 simbolizza il più alto onore militare che può essere dato: il saluto con i 21 colpi di pistola.